# 直接請求
直接請求（ちょくせつせいきゅう）とは、住民の発意により、直接に地方公共団体に一定の行動を取らせるもの。参政権の一つであり、国民発案（イニシアチブ）とともに直接民主制の一つである。

## 地方自治法で規定されているもの
地方自治法で規定されている直接請求は以下の通りである。地方自治法について本項では、条数のみ記載する。
|                  | 必要な署名数                                | 請求の相手     | 請求後に行われること |
| ---------------- | ------------------------------------------- | -------------- | --- |
| 条例の制定・改廃 | 有権者の{\displaystyle {\frac {1}{50}}}以上 | 首長           | 20日以内に議会を招集し、結果を報告。                                                                                          |
| 監査             | 有権者の{\displaystyle {\frac {1}{50}}}以上 | 監査委員       | 監査を行い、その結果を公表する。                                                                                              |
| 議会の解散       | 有権者の{\displaystyle {\frac {1}{3}}}以上  | 選挙管理委員会 | 有権者の住民投票で解散するかどうかを問い、過半数の解散への賛成があれば議会を解散する。                                        |
| 議員・首長の解職 | 有権者の{\displaystyle {\frac {1}{3}}}以上  | 選挙管理委員会 | 有権者の住民投票で解職するかどうかを問い、過半数の解職への賛成があれば解職する。                                              |
| 主要な職員の解職 | 有権者の{\displaystyle {\frac {1}{3}}}以上  | 首長           | 議会の採択にかけ、議員定数の{\displaystyle {\frac {2}{3}}}以上が出席し、{\displaystyle {\frac {3}{4}}} 以上が賛成すれば解職。 |

### 条例の制定又は改廃の請求
有権者総数の50分の1以上の署名をもって代表者が地方公共団体の長に請求する。（第74条）
当該地方公共団体の区域内で衆議院議員、参議院議員又は地方公共団体の議会の議員もしくは長の選挙が行なわれることとなるときは、任期満了の日前六十日に当たる日又は解散の日の翌日から当該選挙が行なわれる区域内においては請求のための署名を求めることができない。 
首長は、請求を受理した日から20日以内に議会を招集し、審議しその結果を公表しなければならない。
なお、制定・改廃請求の対象となる条例について、地方税の賦課徴収並びに分担金、使用料及び手数料の徴収に関するものは除かれる。

### 地方公共団体の事務監査請求
有権者総数の50分の1以上の署名をもって代表者が監査委員に請求する（75条1項）。
請求があったときは、監査委員は、直ちに請求の要旨を公表しなければならない（75条2項）。 
なお、事務監査請求とは異なるものとして、住民監査請求がある（第242条）。
住民監査請求は一人でも、外国人でも行えるのに対して、事務監査請求は相当数の日本国民たる有権者の署名を集めなければならないことなどから、住民監査請求がより多く用いられている。ただし、事務監査請求で求められる範囲は、住民監査請求と異なり地方公共団体の事務全般でありその対象範囲は広く、1年の請求期限もない。また、外部監査（包括外部監査人をおく団体もしくは個別外部監査契約による契約ができる旨を条例で定めている団体に限る）による監査を求めた場合、住民監査請求の場合は監査委員がその請求に応じるか否かを決定するのに対し、事務監査請求の場合は議会が決定する。ただし、事務監査請求の場合は住民訴訟を提起することができない。

### 地方公職者解職請求・地方議会解散請求・地方役員解職請求
地方自治法第76条から第88条までと地方教育行政法第8条の規定により、地方公職者解職や地方議会解散については選挙管理委員会に、地方役員解職については地方首長（都道府県知事、市町村長）にそれぞれ請求ができる。

## 合併協議会設置の請求
市町村の合併の特例に関する法律により、2030年3月31日までに限り、住民の直接請求により合併協議会の設置を請求することができる。

### 特例法4条による設置請求（単独請求）
有権者総数の50分の1以上の署名をもって、代表者が市町村の長に対し合併対象市町村（合併の相手方）を示して、合併協議会の設置を請求することができる。
請求があった場合、合併請求市町村（合併協議会の直接請求のあった市町村）は、直ちに請求の要旨を公表するとともに、合併対象市町村の長に対し合併協議会設置協議を議会に付議するか否かの意見を求めなければならない。合併対象市町村の長は、意見を求められた日から90日以内に回答しなければならない。
全ての合併対象市町村から回答があった場合は、合併請求市町村の長は、代表者及び全ての合併対象市町村に通知するとともに、これを公表する。そして、すべての合併対象市町村の回答が、合併協議会設置協議を議会に付議する旨の通知があった場合は、合併請求市町村の長にあっては合併対象市町村の長への通知を発した日から60日以内に、合併対象市町村の長にあっては同項の規定による通知を受けた日から60日以内に、それぞれ議会を招集し、合併協議会設置協議について議会に付議しなければならない。
合併対象市町村のうちいずれか1の市町村において議会に付議しない旨回答があった場合は、この手続は終了し合併協議会は設置されない。
合併対象市町村の長は、議会の審議の結果を合併請求市町村の長に速やかに通知しなければならない。合併請求市町村の長は、合併請求市町村における議会の審議の結果及び通知を受けた合併対象市町村における議会の審議の結果を、合併対象市町村の長及び代表者に通知するとともに、これを公表しなければならない。
合併対象市町村のうちいずれか1の市町村において合併協議会設置協議について否決した場合もこの手続が終了し合併協議会は設置されない。
そして、合併請求市町村及び全ての合併対象市町村において合併協議会設置協議について可決した場合は合併協議会が設置される。
議会の審議により、合併協議会設置協議について、合併請求市町村の議会がこれを否決し、かつ、すべての合併対象市町村の議会がこれを可決した場合には、合併請求市町村の長は、合併請求市町村の議会が否決した日又はすべての合併対象市町村の長から通知を受けた日のうちいずれか遅い日（以下この条において「基準日」という。）以後直ちに、基準日を合併対象市町村の長及び代表者に通知するとともに、これを公表しなければならない。
上記の場合、合併請求市町村の長は、基準日から10日以内に限り、選挙管理委員会に対し、合併協議会設置協議について選挙人の投票に付するよう請求することができる。この場合請求を行った日から3日以内にその旨を合併対象市町村の長及び第代表者に通知するとともに、これを公表しなければならない。なお、請求に必要となる代表者証明書は基準日から20日以内に請求しなければならない。
基準日から13日以内に合併協議会設置協議について選挙人の投票に付する旨の公表がなかったときは、選挙権を有する者は、その総数の6分の1以上の者の連署をもって、その代表者から、合併請求市町村の選挙管理委員会に対し、合併協議会設置協議について選挙人の投票に付するよう請求することができる。
合併協議会設置協議について有効投票の総数の過半数の賛成があったときは、合併協議会設置協議について合併請求市町村の議会が可決したものとみなされ、合併請求市町村及びすべての合併対象市町村は、合併協議会設置協議により規約を定め、合併協議会を置くものとする。 

### 特例法5条による請求（同一請求）
合併協議会を構成すべき関係市町村（以下「同一請求関係市町村」という。）の選挙権を有する者は、他の同一請求関係市町村の選挙権を有する者がこの項の規定により行う合併協議会の設置の請求と同一の内容であることを明らかにして、その総数の50分の1以上の者の連署をもって、その代表者から、同一請求関係市町村の長に対し、当該同一請求関係市町村が行うべき市町村の合併の相手方となる他の同一請求関係市町村の名称を示し、合併協議会を置くよう請求することができる。この場合、すべての同一請求関係市町村の代表者は、あらかじめ、これらの者が代表者となるべき合併協議会の設置の請求が同一の内容であることについて、同一請求関係市町村を包括する都道府県の知事の確認を得なければならない。 
以上の請求があった場合、当該請求があった同一請求関係市町村の長は、直ちに、請求の要旨を公表するとともに、当該同一請求関係市町村を包括する都道府県の知事に対し、これを報告しなければならない。 同一請求関係市町村を包括する都道府県の知事は、すべての同一請求関係市町村の長から前報告を受けたときは、その旨をすべての同一請求関係市町村の長に通知しなければならない。その通知を受けた同一請求関係市町村の長は、直ちに、その旨を代表者に通知するとともに、これを公表しなければならない。
そして、同一請求関係市町村の長は、当該通知を受けた日から60日以内に、それぞれ議会を招集し、同一請求に基づく合併協議会設置協議について、議会にその意見を付して付議しなければならない。
同一請求関係市町村の長は、議会の審議の結果を、速やかに、代表者に通知するとともに、これを公表し、かつ、当該同一請求関係市町村を包括する都道府県の知事に報告しなければならない。 同一請求関係市町村を包括する都道府県の知事は、すべての同一請求関係市町村の長から報告を受けたときは、直ちに、その結果及びすべての同一請求関係市町村の長から同項の規定による報告を受けた日（以下この条において「基準日」という。）をすべての同一請求関係市町村の長に通知しなければならない。 以上の通知を受けた同一請求関係市町村の長は、直ちに、その旨を代表者に通知するとともに、これを公表しなければならない。 
全ての同一関係請求市町村で合併協議会設置協議について可決した場合は、合併協議会が設置される。
議会の審議により、その議会が同一請求に基づく合併協議会設置協議について否決した同一請求関係市町村（以下「合併協議会設置協議否決市町村」という。）の長は、基準日から10日以内に限り、選挙管理委員会に対し、同一請求に基づく合併協議会設置協議について選挙人の投票に付するよう請求することができる。この場合において、当該合併協議会設置協議否決市町村の長は、当該請求を行った日から3日以内に、その旨を代表者に通知するとともに、これを公表しなければならない。なお、請求に必要となる代表者証明書は基準日から20日以内に請求しなければならない。
合併協議会設置協議否決市町村において、基準日から13日以内に同一請求に基づく合併協議会設置協議について選挙人の投票に付する旨の公表がなかったときは、選挙権を有する者は、その総数の6分の1以上の者の連署をもって、その代表者から、当該合併協議会設置協議否決市町村の選挙管理委員会に対し、同一請求に基づく合併協議会設置協議について選挙人の投票に付するよう請求することができる。 
そして、長及び住民からの同一請求に基づく合併協議会設置協議についての住民投票の請求を受けた選挙管理委員会は、全ての合併協議会設置協議否決市町村が同一請求に基づく合併協議会設置協議について長又は住民の直接請求により住民投票を行う旨の通知があった場合は、同一請求に基づく合併協議会設置協議について選挙人の投票に付さなければならない。 
同一請求に基づく合併協議会設置協議について有効投票の総数の過半数の賛成があったときは、同一請求に基づく合併協議会設置協議について合併協議会設置協議否決市町村の議会が可決したものとみなされ、すべての同一請求関係市町村の議会が同一請求に基づく合併協議会設置協議について可決した（住民投票で可決したものとみなされた場合を含む。）場合には、すべての同一請求関係市町村は、当該同一請求に基づく合併協議会設置協議により規約を定め、合併協議会を置くものとする。

## 直接請求の手続
手続の詳細は地方自治法施行令に定められており、その概略を下記に示す。

### 代表者証明書の請求
直接請求の代表者になろうとする者（複数でも可。ただし、選挙人名簿に登録されていることが必要）は、請求の趣旨（1000字以内）その他必要な事項を記載した代表者証明書請求書を添えて、請求しようとする団体の長（事務監査請求については監査委員、議会の解散、議員若しくは長の解職及び合併協議会設置の住民投票を求める場合は選挙管理委員会）に対して代表者証明書の請求をしなければならない。
代表者証明書の請求があった場合は、請求を受けた者は市町村の選挙管理委員会に対し代表者となろうとする者が選挙人名簿に登録された者であるかどうか確認を求め、その確認があったときは、これに代表者証明書を交付し、且つ、その旨を告示しなければならない。
なお、合併の住民投票を求める場合は、代表者証明書は基準日から20日以内に請求しなければならない。

### 署名及び印の収集
署名及び印の募集は都道府県にあっては代表者証明書交付の告示があった日から2ヶ月以内、市町村にあっては1ヶ月以内に集めなければならない。
署名を集めるに際しては、代表者またはその委任を受けた者が直接請求書（写しでも可）、代表者証明書（写しでも可）、代表者からの委任状（代表者から署名募集の委任を受けた者が募集した場合に限る）を付した署名簿に署名（盲人については点字による署名も含む。以下同じ。）及び押印を求めることができる。ただし、代表者から委任を受けた者はその者の属する市町村の選挙権を有する者に限り署名及び押印を求めることができる。
代表者は、署名を集める者を委任したときは、直ちに代表者証明書の請求先及び受任者の属する市区町村選挙管理委員会に届け出なければならない。（地方自治法施行令等の一部を改正する政令（平成25年政令第28号）によって署名収集委任届出書の提出は廃止された。）
なお、署名簿について有効な署名と認められるには、署名及び印、署名年月日、署名者の住所、生年月日が記載されている必要がある。
身体の故障等により署名をすることができない者についてはその者の属する市町村の選挙権を有する者に委任して代筆による署名を求めることができる。この場合、本人の代筆及び押印とともに代筆者の署名押印を要する。
署名簿は市町村別（政令指定都市にあっては、さらに区ごとに分ける）に別にして集めなければならない。
選挙前の一定の期間は、署名及び印を集めることはできない。
署名し印をおした者は、請求代表者に対し署名簿を市区町村の選挙管理委員会に提出するまでの間は、請求代表者を通じて、当該署名簿の署名及び印を取り消すことができる。

### 署名の証明
署名し印を押した者の数が請求に必要な数に達したときは、署名期間終了の日の翌日から起算して都道府県に関する請求については10日以内、市町村に関する請求については5日以内に署名簿を市区町村選挙管理委員会に提出しなければならない。
市区町村選挙管理委員会は署名の有効性について審査し、署名の証明が終了したときはその日から7日間関係人（代表者、受任者、そこの市町村の選挙人名簿に登録されている者をさす）の署名簿を縦覧に供さなければならない。署名簿の縦覧の期間及び場所はあらかじめ告示し、公衆の見易い方法により公表しなければならない。
関係人（代表者、署名受任者、署名した者、署名を冒用した者などをさす）は、縦覧期間内に選挙管理委員会に対し署名の有効性に関して異議の申出を請求することができる。この場合、申し出に理由があると認めるときは証明を修正し、その旨を申出人及び関係者に通知し、併せてこれを告示し、申出が正当でないと決定した場合は、その旨を申出人に通知する。
選挙管理委員会は異議の申し出がないとき、または全ての異議について決定を下したときは、その旨及び有効署名の総数を告示して署名簿を請求の代表者に返却する。
都道府県に関する請求に関し異議の申し出に関する決定に不服のある者は、その決定があった日から10日以内に都道府県の選挙管理委員会審査の申立ができ、その裁決に不服がある者は裁決書の交付を受けた日から14日以内に高等裁判所に出訴することができる。さらに不服がある場合は、最高裁判所に上告できる。
市町村に関する請求に関し異議の申し出に関する決定に不服がある場合は、その決定があった日から14日以内に地方裁判所に出訴することができ、その判決に不服がある場合は控訴はできないが最高裁判所に上告することができる。

### 本請求
本請求は、返付を受けた署名簿の効力に関し代表者において不服がない場合、または代表者においてした審査の申立て若しくは訴訟の裁決若しくは判決が確定したときは、その返付を受けた日又はその効力の確定した日から、都道府県に関する請求にあつては10日以内、市町村に関する請求にあつては5日以内に、直接請求の請求書に所定の数以上の者の有効署名があることを証明する書面（さらに、署名簿の署名の効力の決定に関する裁決書若しくは判決書又は判決確定等通知書があるときは、これを添えなければならない）及び署名簿を添えてこれを所定の機関に対し本請求をしなければならない。